# خورخي تيكسيرا راموس
خورخي تيكسيرا راموس (بالبرتغالية: Jorge Teixeira Ramos‏) هو مدرب كرة قدم ولاعب كرة قدم برازيلي، ولد في 15 أغسطس 1978.